# Romell Glave
Romell Glave (né le 11 novembre 1999) est un athlète britannique, spécialiste des épreuves de sprint.

## Biographie
Lors des championnats d'Europe 2024 à Rome, il remporte la médaille de bronze du 100 m, devancé par les Italiens Marcell Jacobs et Chituru Ali.

## Palmarès
| Date | Compétition           | Lieu | Résultat | Épreuve | Temps   |
| ---- | --------------------- | ---- | -------- | ------- | ------- |
| 2024 | Championnats d'Europe | Rome | 3e       | 100 m   | 10 s 06 |

## Records
| Épreuve | Temps   | Lieu    | Date             |
| ------- | ------- | ------- | ---------------- |
| 100 m   | 10 s 02 | Londres | 3 septembre 2023 |